# Bordaki
Bordaki – dawna wieś na Białorusi, w obwodzie homelskim, w rejonie brahińskim. Po 1921 roku została zniszczona. Obecnie jej teren porośnięty jest lasem.